# Борак (биљка)
Борак или мачији реп (лат. Hippuris vulgaris) је врста која припада фамилији Plantaginaceae. Род обухвата четири врсте, а H. vulgaris је једина врста која расте на територији Србије. Име рода потиче од старогрчких речи ἵππος — коњ и οὐρά — реп.
Борак је вишегодишња водена биљка са једноставном и голом стабљиком високом до 45 cm. Стабљика је усправљена, чврста, чланковита и при врху сужена. Ризом је пузећи, укорењен. Листови су линеарни до линеарно-ланцетасти, распоређени су пршљенасто (до 16 у пршљену). Цветови су седећи и налазе се у лисним пазусима. Чашични листићи изузетно ситни, док круница недостаје. Цвета од маја до августа, а опрашује се анемофилијом. Код ове врсте је присутна протерогонија. Плод је јајаста орашица са усеченим врхом и заосталим прашником и стубићем. Расејава се хидрохорно и епизоохорно.
Врста има циркумбореално распрострањење. На Балканском полуострву је ограниченог и дисјунктног распрострањења. У Србији је забележена у околини Апатина, Сомбора, Каћа, Зрењанина, Сремских Карловаца, Новом Београду и Засавици. На великом броју забележених локалитета субпопулације су ишчезле. Забележени локалитети представљају јужну границу ареала ове реликтне врсте у Европи. Врста расте у стајаћим и споротекућим еутрофним водама, мочварама, малим језерима и на обалама река и потока на пешчаној и глиновитој подлози.
Врста је Правилником о проглашењу и заштити строго заштићених и заштићених дивљих врста биљака, животиња и гљива, проглашена као строго заштићена врста на територији Републике Србије. Као главни негативни фактори наводе се хидро-мелиоративни захвати и еутрофикација водених станишта. На Новом Београду врста је ишчезла услед интезивне убранизације, док је у рукавцима Бегеја и Дунава, као и у Петроварадинском риту, нестала услед еутрофикације која је условила доминацију снажнијих хидрофита. Неки локалитети борка се налазе у оквиру заштићених подручја (Специјални резерват природе Горње Подунавље, Специјални резерват природе Засавица, Специјални резерват природе Царска бара).
Борак се пре свега користио у исхрани и етномедицини ван европског континента. Људи су га на Аљасци брали током касне јесени и користили као додатак чорбама од ђигерице бакалара.
Међутим, људи су козумирали и сирове листове и младе изданке. Мелем од ове врсте се употребљавао као ефикасно средство против рана по телу, док се сируп примењивао током кашља и туберкулозе.
Фитохемијска истраживања су показала да борак садржи иридоиде и фенилетаноиде, као и хексадеканску киселину и фитол који чине ову врсту потенцијално употребљивом у фармацеутској индустрији.

## Галерија
- ХСтаниште борка
- Цветови
- Распоред листова
- Попречни пресек изданка